# Kanton Le Puy-en-Velay-2
Der Kanton Le Puy-en-Velay-2 ist seit 2015 ein französischer Wahlkreis im Arrondissement Le Puy-en-Velay, im Département Haute-Loire und in der Region Auvergne-Rhône-Alpes.

## Gemeinden
Der Kanton besteht aus sechs Gemeinden und Gemeindeteilen mit insgesamt 13.002 Einwohnern (Stand: 2022) auf einer Gesamtfläche von 56,43 km²:
| Gemeinde                 | Einwohner 1. Januar 2022 | Fläche km² | Dichte Einw./km² | Code INSEE | Postleitzahl |
| ------------------------ | ------------------------ | ---------- | ---------------- | ---------- | ------------ |
| Aiguilhe                 | 1.483                    | 1,10       | 1.348            | 43002      | 43000        |
| Chadrac                  | 2.502                    | 2,48       | 1.009            | 43046      | 43770        |
| Chaspinhac               | 881                      | 16,44      | 54               | 43061      | 43700        |
| Le Monteil               | 677                      | 2,22       | 305              | 43140      | 43700        |
| Le Puy-en-Velay          | 4.632                    | 1,14       | 4.063            | 43157      | 43000        |
| Polignac                 | 2.827                    | 33,05      | 86               | 43152      | 43000        |
| Kanton Le Puy-en-Velay-2 | 13.002                   | 56,43      | 230              | 4313       | –            |

1. ↑   Nur der nordwestliche Teil der Gemeinde, der Rest verteilt sich auf die Kantone Le Puy-en-Velay-1, Le Puy-en-Velay-3 und Le Puy-en-Velay-4.